# Douglas Emhoff
Douglas Craig Emhoff (New York, 13 ottobre 1964) è un avvocato statunitense, che ha ricoperto il ruolo di Second gentleman degli Stati Uniti d'America dal 2021 al 2025. Sposato con la 49ª Vicepresidente degli Stati Uniti Kamala Harris, che è stata la prima donna a ricoprire tale ruolo e candidata del Partito Democratico alla presidenza alle elezioni presidenziali statunitensi del 2024, Emhoff è stato il primo Second gentleman del paese. È stato anche il primo coniuge ebreo di un vicepresidente degli Stati Uniti.
Emhoff ha iniziato la sua carriera come avvocato dello spettacolo. È stato direttore generale degli uffici della West Coast di Venable e in seguito è diventato socio di DLA Piper. È anche un professore ospite distinto presso il Georgetown University Law Center.

## Biografia
È nato a New York, nel distretto di Brooklyn, da Barbara e Michael Emhoff, di fede ebraica. Successivamente, si è laureato in giurisprudenza alla Università statale della California (Northridge) e University of Southern California. È stato avvocato e partner dello studio legale DLA Piper, con specializzazione in diritto dello spettacolo e della proprietà intellettuale, carriera che ha sospeso per sostenere la moglie durante la corsa alla Casa Bianca e durante il suo mandato da vice-presidente.
È stato sposato per 16 anni con Kerstin Mackin, produttrice di Hollywood, da cui ha avuto due figli, Cole ed Ella. Nel 2014 è convolato a nozze a Santa Barbara con Kamala Harris, dal 2021 al 2025 vicepresidente degli Stati Uniti d'America.